# フィアーノ・ロマーノ
フィアーノ・ロマーノ（伊: Fiano Romano）は、イタリア共和国ラツィオ州ローマ県にある、人口約16,000人の基礎自治体（コムーネ）。

## 地理

### 位置・広がり
ローマ県北部のコムーネ。

#### 隣接コムーネ
隣接するコムーネは以下の通り。括弧内のRIはリエーティ県所属を示す。
- カペーナ
- チヴィテッラ・サン・パオロ
- モンテリブレッティ
- モントーポリ・ディ・サビーナ (RI)
- ナッツァーノ

### 気候分類・地震分類
フィアーノ・ロマーノにおけるイタリアの気候分類 (it) および度日は、zona D, 1637 GGである。
また、イタリアの地震リスク階級 (it) では、zona 2B (sismicità media) に分類される。